# Fasotron NIIR Schuk

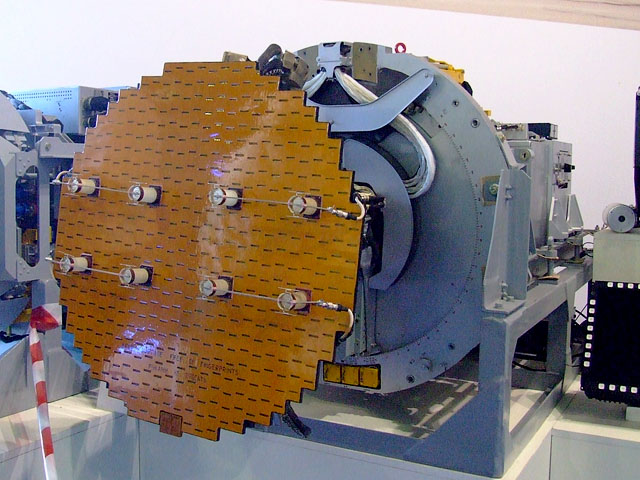
Schuk-ME auf der MAKS 2007

Das Fasotron-NIIR Schuk (russisch Фазотрон-НИИР „Жук“, dt.: Käfer) ist eine russische Radarfamilie, die in den Kampfflugzeugen Mikojan-Gurewitsch MiG-29, Suchoi Su-27 und Suchoi Su-30 eingesetzt wird.

## Beschreibung
Die Schuk sind Puls-Doppler-Radare, die im X-Band arbeiten und sowohl Luft-Luft- als auch Luft-Boden-Betriebsmodi besitzen. Die Radare weisen look-down/shoot-down-Fähigkeiten auf und können auch Seeziele orten. Ein Track-While-Scan-Modus ist vorhanden. Die Radare können Ziele identifizieren und priorisieren, für den Dogfight sind weitere Modi implementiert wie horizontaler/vertikaler Scan, HUD-View und die Möglichkeit, das Radar an die Helmbewegung des Piloten zu koppeln. Es können auch in der Luft stehende Ziele wie Helikopter erfasst werden. Das Radar dient auch zur Errechnung eines Vorhaltepunktes für die Kanone.
Im Luft-Boden-Betriebsmodus kann das N010 im Synthetic-Aperture-Radar-Modus mit einer Auflösung von drei Metern kartografieren. Das Radar kann sowohl statische als auch bewegte Bodenziele orten. TERCOM ist ebenfalls vorhanden.
Die Schuk-Radarfamilie ist modular aufgebaut, so können ältere Versionen wie Schuk-M und Schuk-MS auf Schuk-A-Standard hochgerüstet werden.

## Versionen

### Schuk
Das Schuk-Radar wurde zuerst 1986 für die MiG-29M getestet und war auch als Upgrade für die MiG-23 angedacht. Das Originalmodell beherrschte nur Luft-Luft-Modi und wurde nicht in die Streitkräfte übernommen, da die Entwicklung der MiG-29M-Version abgebrochen wurde.
Das N010 Schuk wiegt 220 kg und verwendet eine planare Antenne mit 680 mm Durchmesser. Sie kann um ±90° in der Horizontalen und um +55/−40° in der Vertikalen geschwenkt werden. Die Pulsleistung liegt bei 5 kW. Die Ortungsreichweite beträgt 90 km gegen ein Ziel mit einem Radarquerschnitt von 5 m². Es können bis zu zwölf Ziele gleichzeitig verfolgt werden und vier gleichzeitig angegriffen werden.

### Schuk-8II
Exportversion für die Shenyang J-8 der Luftstreitkräfte der Volksrepublik China. Gleiche Leistungsparameter wie das Schuk, allerdings mit 240 kg etwas schwerer.

### Schuk-27
Das Schuk-27 wurde für die Su-27SK entwickelt. Gleiche Scanparameter wie das Schuk, mit 260 kg etwas schwerer. Die Ortungsreichweite konnte auf 130 km gegen ein Ziel mit 5 m² RCS vergrößert werden.

### Schuk-M (Schuk-ME)
Das N010M Schuk-M ist eine Weiterentwicklung des N010-Schuk-Radars mit fortschrittlichen Modi wie Synthetic Aperture Radar und TERCOM. Das Schuk-M ist Teil der MiG-29-Upgrades und wird auf den MiG-29K-, MiG-29KUB-, MiG-29SMT-, MiG-29M-, MiG-29M2- und MiG-29UMT-Jägern eingesetzt, wo es das alte N-019E-Radar ersetzt. Das Schuk-ME ist die Exportversion für Länder wie Indien und Algerien. Das Radar wiegt 220 kg und hat einen Antennendurchmesser von 624 mm. Der Scanbereich reicht von ±85° im Azimut und +56/−40° in Elevation. Das Radar sendet mit einer Impulsleistung von bis zu 6 kW und weist einen Antennengewinn von 34,5 dB auf. Die Ortungsreichweite gegen ein Ziel mit einem RCS von 5 m² konnte auf 120 km gesteigert werden. Die Exportversion kann bis zu zehn Ziele gleichzeitig verfolgen und vier gleichzeitig bekämpfen. Ziele können ab etwa 100 km sicher verfolgt werden. Im Luft-Boden-Betriebsmodus können Panzer auf bis zu 25 km sowie Brücken auf 120 km entdeckt werden, Seeziele können bis zu 300 km entfernt geortet werden. Das Radar kann lediglich zwei Bodenziele gleichzeitig verfolgen.

### Schuk-MS (Schuk-MSE)
Das Schuk wurde für die Su-27 und deren Versionen entwickelt, mit der Exportversion Schuk-MSE sind die chinesischen Su-30MKK ausgestattet. Die planare Antenne mit einem Durchmesser von 960 mm hat eine Pulsleistung von 6 kW. Die Ortungsreichweite der Exportversion liegt bei 190 km gegen ein Ziel mit 5 m² RCS. Bis zu zehn Ziele können gleichzeitig verfolgt und vier bekämpft werden. Die Ortungsreichweite gegen Panzer im Luft-Boden-Modus konnte auf 30 km gesteigert werden. Das Radar wiegt 255 kg und hat einen Scanbereich von ±85° in der Horizontalen und +56/−40° in der Vertikalen.

### Schuk-F
Schuk mit Phased-Array-Antenne statt mechanischer Schwenkung, wurde für die Su-27 und deren Derivate entwickelt. Das Radar wurde nie in Serie produziert, obwohl es für den Export angeboten wird. Die Ortungsreichweite gegen ein Ziel mit einem Radarquerschnitt von 5 m² liegt bei 130–200 km. Es können bis zu 24 Ziele verfolgt und acht gleichzeitig bekämpft werden. Das Radar wiegt 300 kg, die Hauptkeule kann um ±70° in Elevation und Azimut geschwenkt werden.

### Schuk-MF (Schuk-MFE)
Schuk-M mit Phased-Array-Antenne mit 700 mm Durchmesser. Die Version Schuk-MFE hat 110 km Ortungsreichweite gegen ein Ziel mit einem Radarquerschnitt von 5 m², kann bis zu 20 Ziele gleichzeitig verfolgen und vier bekämpfen. Es sind dieselben Modi gegen Bodenziele vorhanden wie beim Schuk-M; das Gewicht der Anlage liegt bei 285 kg, der Scanbereich bei ±70° in allen Richtungen.

### Schuk-MFS (Schuk-MFSE)
Verbesserung des Schuk-M einer Phased-Array-Antenne mit 980 mm Durchmesser und einer Pulsleistung von 8 kW. Hat eine Ortungsreichweite von 180 km gegen ein Ziel mit 5 m² RCS. Bis zu 30 Ziele können verfolgt und sechs gleichzeitig bekämpft werden. Die Ortungsreichweite für Panzer liegt bei 30 km. Das Radar wiegt 305 kg, die Signalkeule kann um ±70° in alle Richtungen abgeschwenkt werden. Die Exportbezeichnung lautet Schuk-MFSE.

### Schuk-A (Schuk-AE)

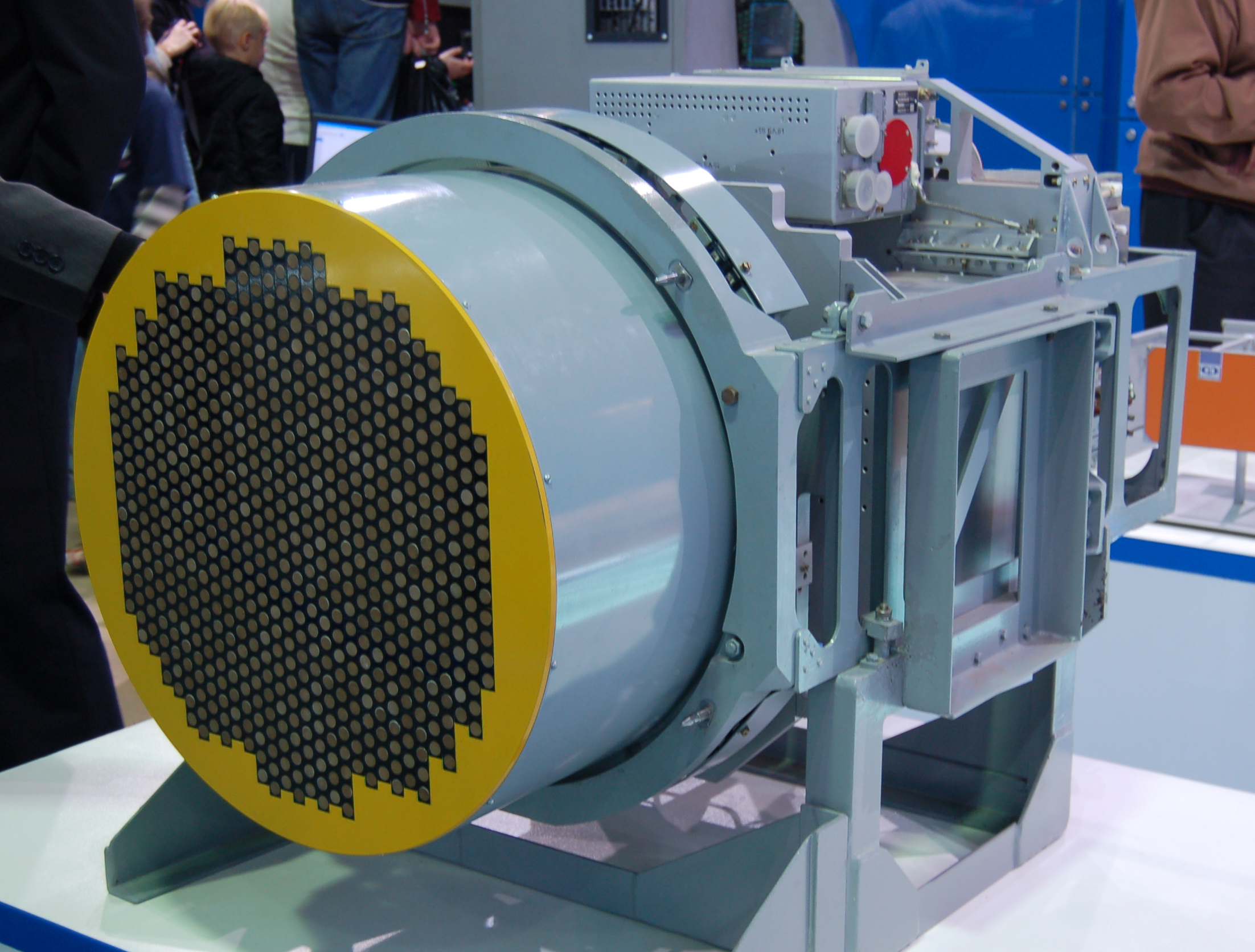
Schuk-AE auf der MAKS 2009

Die neueste Version der Schuk-Radarfamilie wurde als AESA konstruiert. Das Radar besteht aus 680 Modulen mit einer Leistung von 5 Watt pro Modul. Die Module werden flüssiggekühlt. Bei einem Ziel mit einem RCS 5 m² erzielt es eine Reichweite von 160 km. Es können bis zu 30 Ziele verfolgt und sechs gleichzeitig bekämpft werden. Die Version wird als FGA-29 bezeichnet.
Die Weiterentwicklung FGA-35 soll bis zu 200 km Ortungsreichweite besitzen und 60 Ziele verfolgen können sowie im SAR-Modus eine Auflösung von 1 × 1 Meter haben. Dazu soll die Zahl der Module auf 1000 bis 1100 gesteigert werden, so dass eine Pulsleistung von 6 kW erzeugt werden kann. Der Antennendurchmesser steigt dadurch auf 700 mm an.

## Übersicht
| Bezeichnung | Antennentyp | Antennen- durchmesser | Gewicht | Impulsleistung | Reichweite 1 | TWS-Ziele | Feuerleitkanäle |
| ----------- | ----------- | --------------------- | ------- | -------------- | ------------ | --------- | --------------- |
| Schuk       | planar      | 680 mm                | 220 kg  | 5 kW           | 90 km        | 12        | 4               |
| Schuk-8II   | planar      | 680 mm                | 240 kg  | 5 kW           | 90 km        | 12        | 4               |
| Schuk-27    | planar      | 680 mm                | 260 kg  | 5 kW           | 130 km       | 12        | 4               |
| Schuk-M     | planar      | 624 mm                | 220 kg  | 6 kW           | 120 km       | 10        | 4               |
| Schuk-MS    | planar      | 960 mm                | 255 kg  | 6 kW           | 190 km       | 10        | 4               |
| Schuk-F     | PESA        | k. A.                 | 300 kg  | k. A.          | 175 km       | 24        | 8               |
| Schuk-MF    | PESA        | 700 mm                | 285 kg  | k. A.          | 110 km       | 20        | 4               |
| Schuk-MFS   | PESA        | 980 mm                | 305 kg  | 8 kW           | 180 km       | 30        | 6               |
| Schuk-A     | AESA        | <700 mm               | k. A.   | 3,4 kW         | 160 km       | 30        | 6               |

1 Gegenüber einem Luftziel mit einem Radarquerschnitt von 5 m²